# ジョティ (補給艦)
ジョティ (INS Jyoti, A58) は、インド海軍の補給艦。

## 設計
当初は、ロシアの民間用タンカーであるコマンダルム・フェドコ級として建造されていたが、引き渡し前に補給艦として設計変更され、1996年7月20日に就役した。なお、コマンダルム・フェドコ級は4隻建造されており、本艦のほかは、中国（青海湖）に各1隻が売却され、2隻が商用に運用されている。
補給ステーションを両舷に2か所ずつ設定しているほか、艦尾からの縦曳き給油も可能である。それぞれの補給ステーションには蒸気タービン駆動のポンプが設置されており、給油速度はポンプあたり毎時750キロリットルとされる。貨油は10基のタンクに、合計31,398立方メートル（25,040トン）収容できる。そのほか、清水192トン、ボイラー用水60トンも搭載できる。

## 艦歴
1998年11月16日、マラッカ海峡において衝突事故を起こした。